# 콜린 밸린저
콜린 밸린저(Colleen Ballinger, 1986년 11월 21일 ~ )는 미국의 코메디언, 배우, 가수, 유튜버이다. 미란다 싱스라는 캐릭터를 구축해 유튜브 영상과 공연 무대에서 연기하며 개그와 풍자를 함으로써 이름을 알렸다. "미란다 싱스" 채널과 함께 "사이코소프라노" (PsychoSoprano)라는 일상 중심 유튜브 채널도 운영 중이다. 2015 틴 초이스 어워드에서 코미디 부문 웹스타상을, 2015 스트리미 어워드에서는 베스트 여배우상을 받았다.